# Ali Adnán Kázim
Ali Adnán Kázim Nászir et-Tamími, angolosan Ali Adnan Kadhim Nassir Al-Tameemi (arabul: علي عدنان كاظم ناصر التميمي; Bagdad, 1993. december 19. –), gyakran egyszerűen csak Ali Adnán, iraki türkmén labdarúgó, a szaúdi al-Najma hátvédje. 2013-ban ő lett az év ázsiai labdarúgója.